# Mirror Piece
Mirror piece è un'opera di arte contemporanea creata nel 1965 da Michael Baldwin, membro del collettivo di artisti concettuali anglosassoni Art & Language.

## Descrizione
Mirror piece è un'installazione di dimensioni variabili. È composta da diversi specchi di varie dimensioni ricoperti da lastre di vetro regolari o deformanti, presentati su telai . Questa installazione è accompagnata da un protocollo e pannelli-testo .

## Mostre
- Galleria Bruno Bischofberger[3], Männedorf, Swizzera.
- Museo di Arte contemporanea di Barcellona, Spagna [4][5][6].
- Castello di Montsoreau-Museo di arte contemporanea [7][8][9][10][11], Montsoreau, Francia.

## Analisi
Quest'opera, una delle prime del collettivo Art & Language, sostituisce la superficie classica del dipinto da specchi. Permette di discutere, tra le altre cose, il tema della rappresentazione così come il ruolo dello spettatore nell'opera d'arte. Essendo lo specchio una superficie levigata che riflette i raggi di luce, senza un'immagine corretta, gli artisti diranno di questo gesto:
« Cio che ci interessava negli spechhi è il fatto che uno specchio produce l'immagine perfettamente « transparente »... ma non significa che non potete avere coscienza, anche se è difficile, della superficie stessa dello specchio. »
— Michael Baldwin
Con lo specchio al posto di quello che potrebbe essere un dipinto, lo spettatore vede se stesso mentre guarda un'opera e la recente pratica di selfie ha contribuito notevolmente alla popolarità di Mirror piece.